# Fonte
Fonte (velenceiül Font) település Olaszországban, Veneto régióban, Treviso megyében. Lakosainak száma 5992 fő (2023. január 1.). Fonte Asolo, Pieve del Grappa, Riese Pio X és San Zenone degli Ezzelini községekkel határos.

## Népesség
A település népességének változása:
| Lakosok száma | 21 669 | 5916 | 5992 |
|               | 2017   | 2018 | 2023 |